# Ethenolyse
Die Ethenolyse ist ein chemischer Prozess zur Darstellung endständiger Olefine. Chemisch handelt es sich um eine Kreuzmetathese. Die allgemeine Reaktionsgleichung in abstrakter Form lautet:
{\displaystyle \mathrm {A{\mathord {=}}B\ +CH_{2}{\mathord {=}}CH_{2}\longrightarrow A{\mathord {=}}CH_{2}\ +B{\mathord {=}}CH_{2}} }

## Anwendung
Im SHOP-Prozess wird die Ethenolyse großtechnisch eingesetzt. Dazu werden die im SHOP-Prozess entstehenden α-Olefin-Gemische destillativ aufgetrennt, die höhermolekulare Fraktion wird durch alkalische Aluminiumoxidkatalysatoren in der Flüssigphase isomerisiert und die entstehenden internen Olefine werden mit Ethen im Überschuss durch Ethenolyse wieder in α-Olefine überführt. Durch das im großen Überschuss eingesetzte Ethen wird das Gleichgewicht der Reaktion auf die Seite der endständigen α-Olefine verschoben. Als Metathesekatalysator dient Rhenium(VII)-oxid auf Aluminiumoxid.
Weiterhin kann Methyloleat, das aus natürlichen Ölen gewonnen wird, durch Ethenolyse in  1-Decen und Methyl-9-decenoat überführt werden.
Eine andere Anwendung ist der Abbau von natürlichem Kautschuk in niedrigmolekulare Polyisoprene mittels Grubbs-Katalysatoren.